# Ozopactus
Ozopactus es un género monotípico de arañas migalomorfas de la familia Theraphosidae. Su única especie: Ozopactus ernsti Simon, 1889, es originaria de Venezuela.  